# 石川県道246号庵鵜浦大田新線
石川県道246号庵鵜浦大田新線（いしかわけんどう246ごう いおりうのうらおおたしんせん）とは、石川県七尾市内を通る一般県道（石川県道）である。

## 概要
- 起点：石川県七尾市庵町ノ部43番1地先（＝国道160号交点）
- 終点：石川県七尾市大田町参4番1地先（＝大田交差点、国道160号交点）

能登半島東部の崎山半島を一周する。起点は国道160号と分岐し、終点で再び国道160号に合流する形となっている。また、鵜浦町地内では鹿渡島地区にも分岐している。分岐している区間も指定されている。

## 歴史
- 1973年（昭和48年）8月10日：路線認定。

## 接続道路
- 国道160号（七尾市庵町：起点、同市大田町：終点）

## 通過する自治体
- 石川県
  - 七尾市